# Ligne Meitetsu Kakamigahara
La ligne Meitetsu Kakamigahara (名鉄各務原線, Meitetsu Kakamigahara-sen) est une ligne ferroviaire de la compagnie privée Meitetsu située dans la préfecture de Gifu au Japon. Elle relie la gare de Meitetsu Gifu à Gifu à la gare de Shin-Unuma à Kakamigahara.

## Histoire
La ligne est construite par étapes entre 1926 et 1928 par la compagnie Mino Electric Railway.

## Caractéristiques

### Ligne
- écartement des voies : 1 067 mm
- nombre de voies : 2
- électrification : 1 500 V cc par caténaire

### Liste des gares

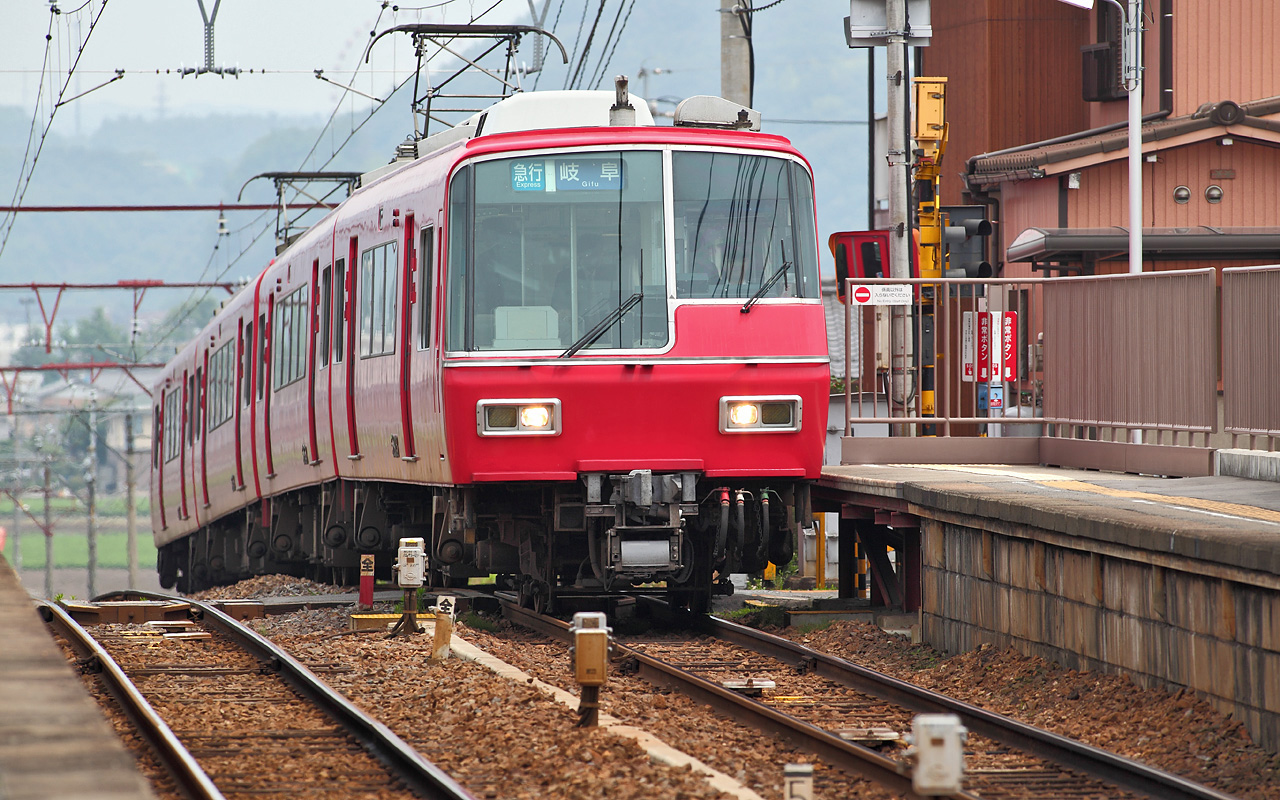
La ligne à Haba.

La ligne comporte 18 gares.
| Numéro | Gare                        | Nom japonais   | Distance (km) | Correspondances                                                     | Localisation |
| ------ | --------------------------- | -------------- | ------------- | ------------------------------------------------------------------- | ------------ |
| NH60   | Meitetsu Gifu               | 名鉄岐阜       | 0             | Meitetsu : Nagoya JR Central : Tōkaidō, Takayama                    | Gifu         |
| KG16   | Tagami                      | 田神           | 1,1           |                                                                     | Gifu         |
| KG15   | Hosobata                    | 細畑           | 2,9           |                                                                     | Gifu         |
| KG14   | Kiridōshi                   | 切通           | 3,9           |                                                                     | Gifu         |
| KG13   | Tejikara                    | 手力           | 4,8           |                                                                     | Gifu         |
| KG12   | Takada-bashi                | 高田橋         | 5,4           |                                                                     | Gifu         |
| KG11   | Shin-Kanō                   | 新加納         | 6,6           |                                                                     | Kakamigahara |
| KG10   | Shin-Naka                   | 新那加         | 7,5           | JR Central : Takayama (à Naka)                                      | Kakamigahara |
| KG09   | Shiminkōen-mae              | 市民公園       | 8,1           |                                                                     | Kakamigahara |
| KG08   | Kakamigahara-shiyakusho-mae | 各務原市役所前 | 8,7           |                                                                     | Kakamigahara |
| KG07   | Rokken                      | 六軒           | 9,9           |                                                                     | Kakamigahara |
| KG06   | Mikakino                    | 三柿野         | 11,2          |                                                                     | Kakamigahara |
| KG05   | Nijikken (ja)               | 二十軒         | 12,4          |                                                                     | Kakamigahara |
| KG04   | Meiden Kakamigahara         | 名電各務原     | 13,7          | JR Central : Takayama (à Kakamigahara)                              | Kakamigahara |
| KG03   | Ogase                       | 苧ヶ瀬         | 14,6          |                                                                     | Kakamigahara |
| KG02   | Haba                        | 羽場           | 15,5          |                                                                     | Kakamigahara |
| KG01   | Unumajuku                   | 鵜沼宿         | 16,5          |                                                                     | Kakamigahara |
| IY17   | Shin-Unuma                  | 新鵜沼         | 17,6          | Meitetsu : Inuyama (interconnexion) JR Central : Takayama (à Unuma) | Kakamigahara |